# Monteiro França

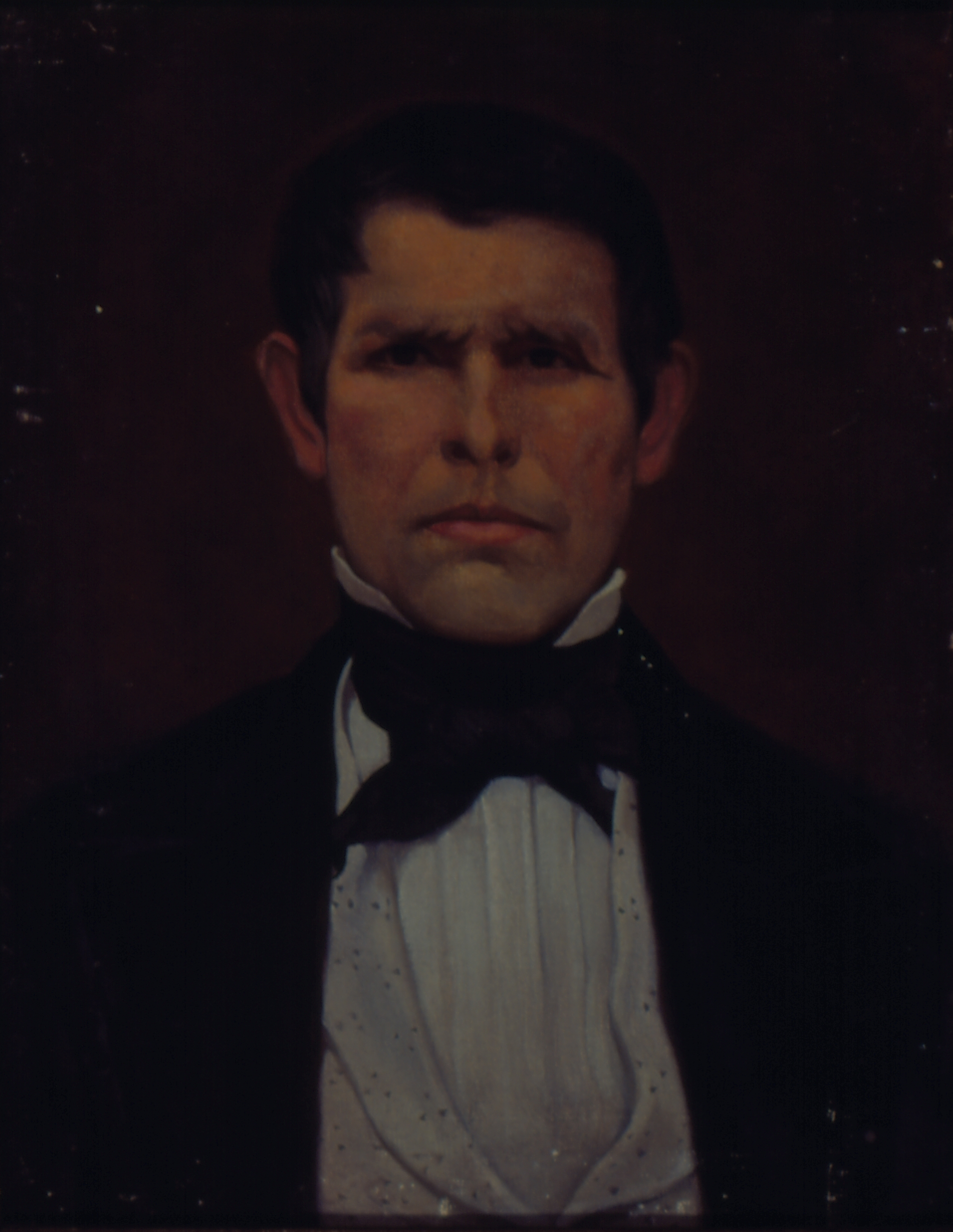
Retrato de Fernando José Sampaio, por Monteiro França, em exposição no Museu Paulista.

José Joaquim Monteiro França (Pindamonhangaba - SP, 21 de outubro de 1876 -- São Paulo - SP, 24 de março de 1944) foi um decorador, professor, jornalista e um dos principais pintores paisagistas do final do século XIX e começo do século XX.
Reservado e discreto, poucos sabiam detalhes de sua vida, o que torna a obra de Monteiro França quase desconhecida nos dias de hoje. Influenciado pela arte italiana, o artista seguiu os passos de Henrique Bernardelli (1858-1936), seu mestre na Escola Nacional de Belas Artes (EnBA), e foi estudar em Nápoles e em Roma, onde teve contato com técnicas e manifestações culturais que transformaram a base do modernismo brasileiro. Junto com outros pintores do Pensionato Artístico do Estado de São Paulo, ele também foi estudar em Paris. Monteiro França morou na Europa com a família até 1914, quando começou a Primeira Guerra Mundial. Foi quando ele voltou ao Brasil, e se instalou em São Paulo até o fim de sua vida.
Entre os principais motivos de seus quadros, os mais comuns eram retratos e figuras, mas era com as paisagens que Monteiro França mais se destacava. A crítica artística elogiava a forma com a qual ele usava as cores, mas nem sempre apreciava a intensidade das telas. De qualquer forma, as obras fizeram muito sucesso e foram expostas em lugares notáveis, como a Sala do Café do Estado de São Paulo e a Exposição Internacional de Turim, na Itália. Hoje, algumas de suas telas fazem parte do acervo da Pinacoteca do Estado de São Paulo.

## Biografia

### Primeiros anos e formação
Não existem muitos documentos ou registros sobre a vida pessoal de Monteiro França. Sabe-se que ele nasceu em Pindamonhangaba, em 21 de outubro de 1876. Filho de Arlindo Galvão da Cunha França, e de Dona Benedicta Eugênia Monteiro França, o pintor teve uma infância tranquila. Era visto como um menino levado e falante, que era conhecido na cidade como Jucá.
Em 1891, ele se mudou para o Rio de Janeiro, onde começou a trabalhar com comércio para se sustentar. No entanto, Monteiro França logo abandonou a função para se dedicar ao estudo de artes. Por não ter muitos recursos financeiros, ele se matriculou no Liceu de Artes e Ofícios com muita dificuldade, onde permaneceu entre 1891 e 1900. Em seguida, ele engatou um curso na Escola Nacional de Belas Artes, onde foi aluno de Henrique Bernardelli. Monteiro França se formou em 1904, ano em que expôs na EnBA sua primeira tela, Na Cozinha. Pela obra, ele recebeu uma Menção Honrosa de 2º Grau, além de uma carta de Bernardelli, elogiando seu desempenho.

### Estudos na Europa: o Pensionato Artístico e sucesso de crítica
Em 1903, o artista se casou com Clélia Gallucci, com quem teve a primeira filha, Yole. No ano seguinte, logo após a formação na EnBA, Monteiro França ganhou uma bolsa no Pensionato Artístico de São Paulo, concebida por Jorge Tibiriçá, governador do Estado na época.
Junto com a esposa e a filha, ele foi para Nápoles, onde estudou com Giuseppe Boschetto (1841-1918), e para Roma, onde conheceu a obra de Domenico Morelli (1823-1901). Lá, Monteiro França ainda aproveitou para pintar paisagens locais, aprimorando sua técnica, e para absorver influências do grupo de pintores Macchiaioli e do divisionismo italiano. Em 1906, o artista retornou ao Brasil e montou sua primeira exposição individual, na Fotografia Valério Vieira, em São Paulo. Foram 29 telas, entre as quais 7 eram retratos, 10 figuras e o resto eram paisagens. Monteiro França ofereceu à Pinacoteca do Estado o quadro Ressonando, que foi elogiado pela crítica. Foi a primeira vez em que a mídia notou o talento do pintor, enxergando nele uma “vocação artística que promete”.
Logo em seguida, em 1911, ele foi convidado a decorar o pavilhão do Brasil na Exposição Internacional de Turim, na Itália. Monteiro França aproveitou para se instalar na cidade, de onde continuou voltando ao Brasil regularmente para exposições, como quando decorou a Sala do Café do Estado de São Paulo.
Um dos quadros que enviou da Itália ao Brasil foi A caminho da aldeia, que recebeu uma Menção Honrosa de 1º Grau, pela Sociedade Brasileira de Belas Artes (SNBA). Em 1912, o artista retornou ao Brasil por alguns meses com a família, quando aproveitou para expor cerca de quarenta telas na antiga Casa Édison, localizada na rua São Bento, em São Paulo.

A exposição, inaugurada pelo então governador do Estado, Rodrigues Alves, foi um sucesso de crítica e de vendas. Entre os quadros de destaque, estavam A caminho da aldeia, considerada uma obra impecável, com pinceladas firmes e cores sóbrias. A paleta usada nas obras de Monteiro França era rica em variações de tons, dando aos quadros uma iluminação suave e viva. Quase todos os quadros foram vendidos, e a mídia mais uma vez teceu elogios ao artista, como no comentário do jornal O Estado de S. Paulo, de 02 de julho de 1912:
“Não há senão louvar o nosso público pelo acolhimento feito ao talentoso patrício, que revelou, a par de suas qualidades de artista, um temperamento em que são notas predominantes a proibidade e a tenacidade. Tudo faz crer que lhe está reservado um futuro brilhante, se lhe não faltar o apoio indispensável na áspera luta pela conquista de um nome no mundo da arte”.
No Brasil, Monteiro França também participou da 2ª Exposição Brasileira de Belas Artes, com apenas um retrato, já que os outros quadros selecionado ficaram presos na alfândega do porto de Santos, em São Paulo. Depois da ocasião, ainda em 1912, o artista voltou com a família para Turim, e de lá seguiu para Paris, na França, após receber mais uma bolsa de estudos do Pensionato Artístico.
Em Paris, Monteiro França conviveu diretamente com Túlio Mugnaini (1895-1975), Wasth Rodrigues (1891-1975), Alípio Dutra (1892-1964 ) e Osvaldo Pinheiro. Muitas foram as criações e influências artísticas nessa época, na qual se manifestavam as Vanguardas Europeias. Em meio à efervescência do Futurismo, movimento acadêmico que revolucionou a arte no continente, Monteiro França continuou firme aos ideais italianos que adquiriu anos antes, e que transferiu para suas obras. Em 1914, assim que começou a Primeira Guerra Mundial, o artista voltou ao Brasil com a família.

### Vida em São Paulo e anos finais
Monteiro França voltou a morar em São Paulo, com a esposa e os filhos, e passou a viver de breves exposições e encomendas de obras. Nessa época, ele fazia excursões ao interior do Estado e ao litoral, para fazer tanto retratos quanto paisagens. Em 1915, ele expôs retratos de Bernardino de Campos (1841-1915) e do rei da Bélgica, na vitrine do jornal O Estado de S. Paulo. Já em 1921, Monteiro França fez um retrato de Washington Luís (1869-1957), político que foi eleito Presidente da República anos mais tarde.
Sua última exposição aconteceu em 1940, no 7º Salão Paulista de Belas Artes, no Salão de Arte da Prefeitura de São Paulo. Monteiro França faleceu em 24 de março de 1944, aos 68 anos de idade, deixando os filhos do primeiro matrimonio: Yole Monteiro França e José Monteiro França Júnior e do segundo matrimonio os filhos: Arlindo Galvão França, Berlita Erica França e Franklin França.

## Obra
O legado artístico de Monteiro França é um retrato da influência italiana na arte brasileira. Na época, o comum era buscar ensinamentos na França, não na Itália, e a trajetória do artista trouxe manifestações inovadoras para os primórdios do modernismo nacional, assim como fizeram seus professores.
Independente do tema da pintura, Monteiro França usava o divisionismo para compor as cores. Na técnica, o artista separa a tintas puras em pontos na tela, sem misturá-las previamente em uma paleta. Dessa forma, o observador constrói a obra visualmente, observando os blocos de cores de longe e fazendo essa composição.
Monteiro França utilizava cores fortes e sóbrias em muitas pinturas, entre retratos e paisagens. As obras de cenário foram as que mais fizeram sucesso, por dominar luz, sombra e cores da natureza. No geral, a crítica apreciava a técnica utilizada por ele, mas algumas telas, como Flor do bosque, eram vistas como exageradas, com tons muito vibrantes e uma disposição confusa. Entretanto, por ser um tema simples, de fácil compreensão e agradável aos olhos do público, as paisagens eram as mais pedidas em exposições, e virou resultado dos estudos do artista pelas várias cidades que conheceu, no Brasil, na Itália e na França.
Após 1914, quando voltou de vez a morar em São Paulo, não eram raras as excursões ao litoral, onde praticava pinturas observacionais das praias, regiões de Mata Atlântica e ilhas. A paisagem marítima foi uma das mais adoradas por Monteiro França, que se aventurava com sua escolha ousada de cores a retratar o local com sua sensibilidade característica.
O artista recebeu muitos elogios e o reconhecimento do Estado, que o convidou a pintar em lugares de prestígio na cidade. Além da Sala do Café do Estado de São Paulo, Monteiro França participou da restauração na tela no teto da Catedral da Sé, em um trabalho que atraiu a atenção da mídia e da classe artística da cidade.

### Arte paulista e identidade nacional
Além disso, Monteiro França também fez parte de uma época de valorização da educação artística em São Paulo. Com o ciclo do café, que enriqueceu a região e transformou os centros urbanos, a cidade se tornou o principal polo econômico do Brasil, importando a configuração social de outras grandes cidades do mundo, além do dinheiro. Por isso, a arte se tornou elemento da burguesia, que circulava entre exposições e comprava telas em grande quantidade, aproveitando a riqueza na qual se encontravam.
A formação dos artistas também se tornou uma preocupação do Estado, que trazia como influência o subsídio europeu, voltado para a produção nacional. Na tentativa de criar uma base sólida de arte puramente brasileira, foi criado o Pensionato Artístico do Estado, que virou a única instituição de ensino superior de artes na cidade. Através dela, os artistas paulistas recebiam bolsas para estudar na Europa, sendo essa uma das únicas políticas públicas voltadas ao ensino de artes do período. O Liceu de Artes e Ofícios, assim como a Escola Profissional Masculina do Brás, eram escolas públicas de artes, que recebiam os alunos ainda na infância.
Monteiro França passou por todas essas experiências, e se tornou um expoente da arte brasileira na Europa, objetivo do Estado de São Paulo ao criar todos os benefícios citados acima. Ademais, ele também teve suas exposições, eventos individuais que o colocavam no centro das atenções da burguesia artística, e que eram divulgadas e criticadas nos jornais. Foi o começo do mercado de arte, já que as obras expostas eram comercializadas, sofisticando o gosto da população.
O próprio Monteiro França colocou esse assunto em pauta, em um comentário feito no jornal Estado, em julho de 1912:
“(...) todavia é de justiça dizermos que o público de São Paulo tem demonstrado um notável progresso na sua educação artística com relação à pintura. Há uma evidente curiosidade por todas as exposições e muitas delas se tem encerrado sem um quadro à venda. E é preciso que se note que esse movimento não vem das classes mais abastadas; surgem de alguns amadores que, com verdadeiro sacrifício, começaram a organizar as suas modestas coleções e tende agora, felizmente, a generalizar-se. Dentro em pouco veremos expulsas das nossas salas as oleografias e os cromos, para darem lugar às obras dos nossos artistas ou dos pintores estrangeiros que nos visitam”.

### Esquecimento na história da arte
Quando se fala em arte paulista no século XX, é mais comum lembrar da Semana de Arte Moderna, realizada em 1922, e de todo o movimento que procedeu após o evento. No entanto, artistas que anteciparam o modernismo, nascidos na época de consolidação da burguesia artística de São Paulo, não só foram esquecidos pela história, como tiveram suas obras praticamente apagadas com o passar dos anos.
Atualmente, algumas obras de Monteiro França podem ser encontradas na Pinacoteca, ou então em leilões de arte e coleções particulares. Não é possível traçar um panorama completo sobre sua vida, já que muitas lacunas foram deixadas em aberto, fruto do desinteresse pós-moderno na arte que deu origem ao principal movimento paulista.

## Principais exposições no Brasil[2]
- Monteiro França (1900, São Paulo - SP)
- Exposição Geral de Belas Artes (1903, Rio de Janeiro - RJ)
- Exposição Geral de Belas Artes (1904, Rio de Janeiro - RJ)
- Monteiro França (1906, São Paulo - SP)
- Exposição Geral de Belas Artes (1910, Rio de Janeiro - RJ)
- Segunda Exposição Brasileira de Belas Artes (1912, São Paulo - SP)
- Monteiro França (1912, São Paulo - SP)
- Monteiro França (1915, São Paulo - SP)
- Exposição Geral de Belas Artes (1922, São Paulo - SP)
- Monteiro França (1922, São Paulo - SP)
- Exposição Geral de Belas Artes (1925, Rio de Janeiro - RJ)
- Monteiro França (1931, São Paulo - SP)
- Exposição Retrospectiva: Obras dos Grandes Mestres e Seus Discípulos (1940, São Paulo - SP)